# 胡一鴻
胡一鴻（1585年—1626年），字季漸，號逵羽，浙江紹興府餘姚縣人，軍籍，明朝政治人物。

## 生平
萬曆三十七年（1609年）己酉科浙江鄉試第八十六名舉人，萬曆三十八年（1610年）庚戌科會試八十五名，第二甲第七名進士。兵部觀政，授南京工部屯田司主事。萬曆四十一年（1613年）陞都水司郎中。萬曆四十三年（1615年），陞湖廣荊州府知府。萬曆四十六年（1618年）丁內艱去職。服阕，起复武昌府知府，天啓二年（1622年）三月升本省按察司副使、靖州兵备道，五年三月加升本省布政使司右参政兼按察司佥事、分巡靖州辰沅等处，六年八月升陕西按察使、关西道，未任卒，崇祯初贈太僕寺卿。

## 家族
曾祖胡匡，倉副使；祖父胡懇，庠生封承德郎；父胡邦彥，庚午舉人汝州知州；母李氏（封安人）。慈侍下。兄胡維新（己未進士、參政）；汝器（教諭）；文魁（藩司吏）；一德；一鵬；一鰲；一鳳（庠生）；一經；一鶚（庠生）。弟一鲛。子胡兆麟。